# Fart

Svensk trafikskylt för högsta tillåtna hastigheten 90 km/h.

Fart anger hur snabbt något förflyttas, alltså avståndsförändring per tidsenhet. I tekniska sammanhang skiljer man mellan fart, där förflyttningens riktning inte spelar någon roll och hastighet där man också beaktar riktningen.
Fart är en skalär storhet, som har SI-enheten meter per sekund. Även användning av kilometer per timme och knop accepteras i samband med SI.
Fordon har ofta instrument som mäter farten vid en viss tidpunkt. Dessa brukar kallas fartmätare för luftfarkoster, men annars oftast hastighetsmätare.

## Definition
Farten mäts ofta som ett medelvärde. Då farten hålls jämn är farten vid ett visst ögonblick (momentan fart) och medelfarten lika. Medelfarten kan uttryckas som
{\displaystyle v={\frac {s}{t}}}
där {\displaystyle v} är fart, {\displaystyle s} tillryggalagd sträcka och {\displaystyle t} tid. Sträckans längd mäts här längs den väg man tagit.
Den momentana farten kan räknas som ett gränsvärde, där man beräknar medelfarten över ett tänkt mycket kort tidsintervall. Samma beräkning kan betecknas som en derivata:
{\displaystyle v={\frac {ds}{dt}}}
Hastigheten är motsvarande vektorstorhet. Om hastigheten är "90 kilometer i timmen rakt norrut", så är farten "90 kilometer i timmen". Sambandet mellan fart, hastighet och rörelse kan beskrivas med formeln
{\displaystyle v=\left|{\boldsymbol {v}}\right|=\left|{\frac {d{\boldsymbol {r}}}{dt}}\right|}
där {\displaystyle v} är momentan fart, {\displaystyle {\boldsymbol {v}}} momentan hastighet, {\displaystyle {\boldsymbol {r}}} en vektor som anger positionen vid ett visst ögonblick och {\displaystyle t} tidpunkten; {\displaystyle d} anger att det är förändringen i position respektive tid det är frågan om.

## Enheter

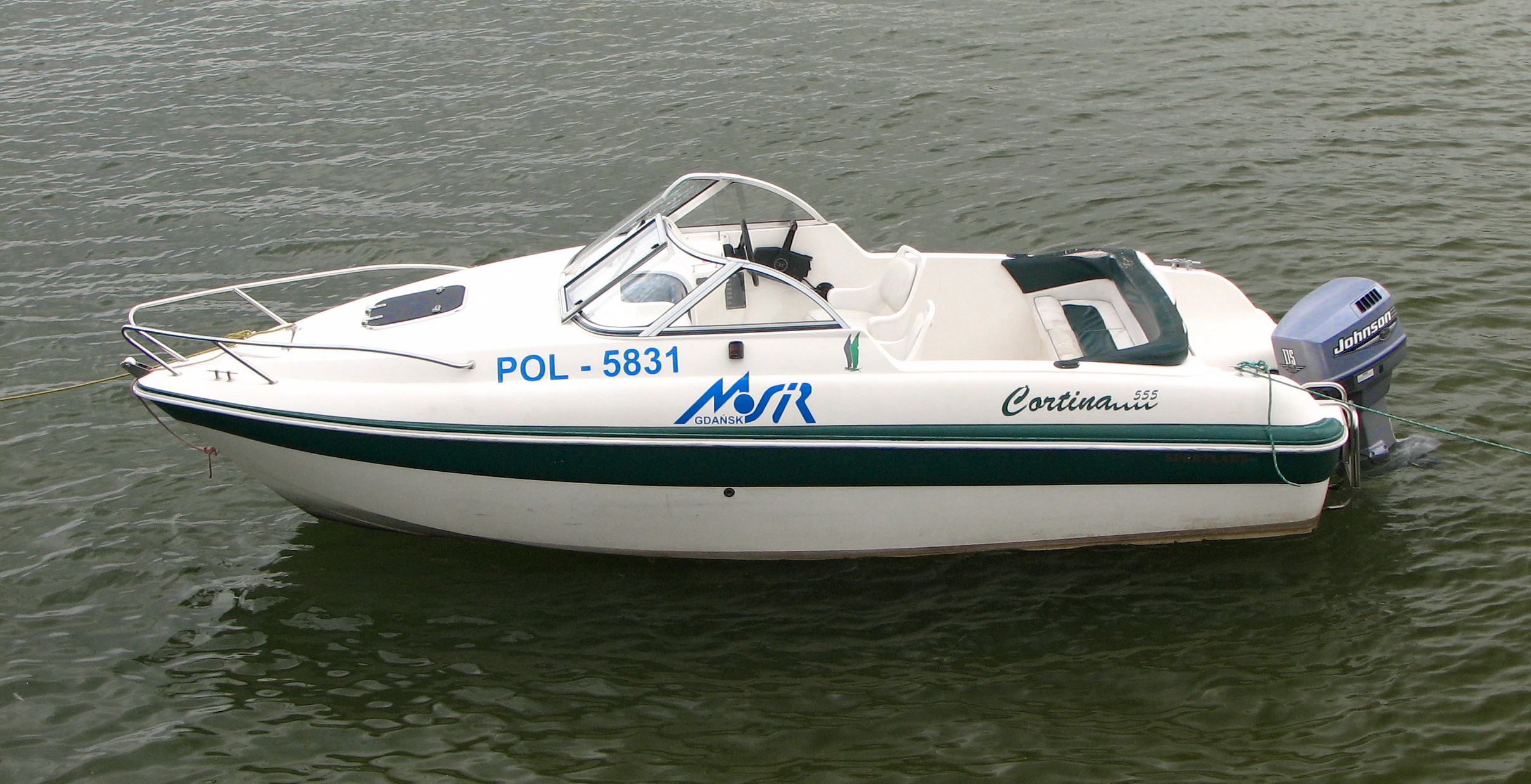
En motorbåts fart anges vanligen i enheten knop.

- meter per sekund (förkortas: m/s), vilket är SI-enheten
- kilometer per timme (förkortas: km/h)
- engelsk mil per timme (förkortas: mph)
- knop (nautisk mil per timme)
- Mach, där Mach 1 är ljudets hastighet; Mach n är n gånger så snabbt.
- c, ljusets hastighet

1 m/s = 3,6 km/h
1 mph ≈ 1,609 km/h
1 knop = 1,852 km/h ≈ 0,514 m/s

## Exempel på olika farter

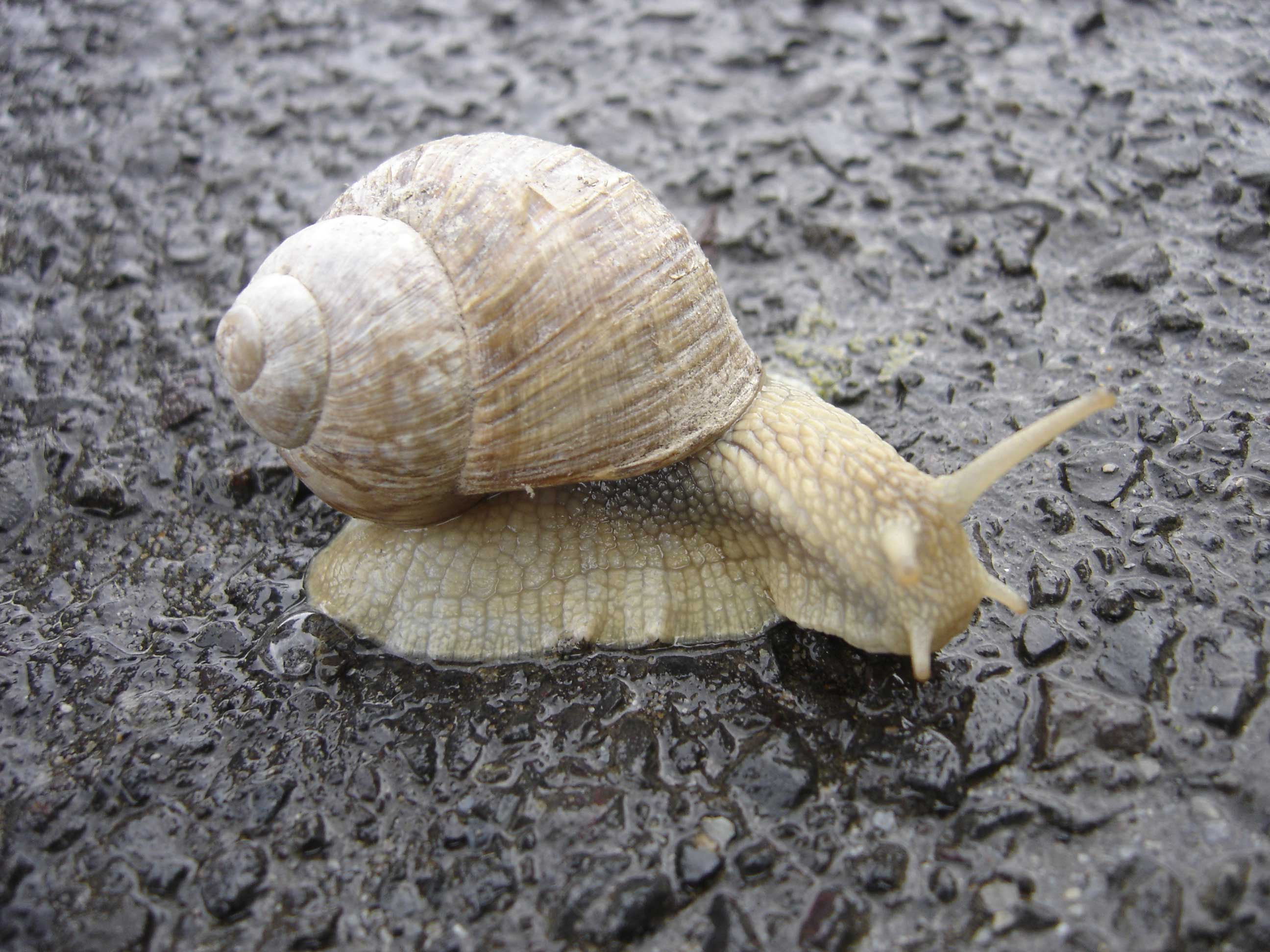
Sniglar används ofta för att symboliskt antyda låga farter

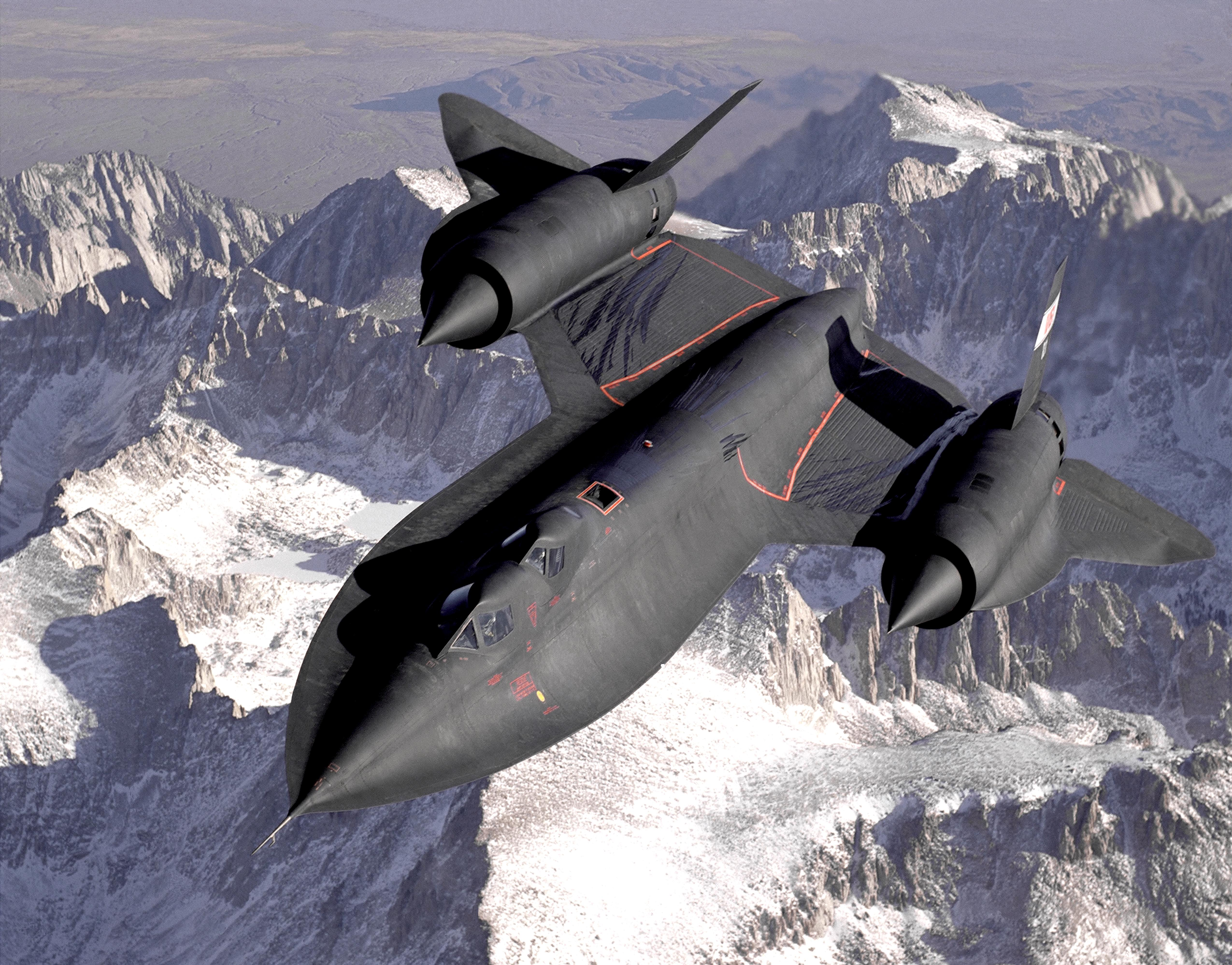
SR-71 Blackbird är det snabbaste flygplanet

Nedan följer några exempel på farter, ordnade efter storlek: 
- En snigel: 0,001 m/s ≈ 0,004 km/h
- Rask gång: 1,7 m/s ≈ 6 km/h
- OS-sprinters genomsnittliga fart under 100 meters löpning: 10 m/s = 36 km/h
- Hissen i Taipei 101: 1010 m/min = 60,6 km/h ≈ 16,8 m/s
- Högsta tillåtna fart på svenska motorvägar: 120 km/h ≈ 33 m/s
- Marschfart för ett Boeing 747-8: 290 m/s ≈ 1 050 km/h (Mach 0,85)
- Ljudet färdas i torr luft vid havsnivå och 20 °C (cirka 293 kelvin) i Mach 1 (per definition) ≈ 343 m/s ≈ 1235 km/h
- Rymdfärjans fart vid återinträde i jordens atmosfär: 7 800 m/s ≈ 28 000 km/h
- Ljusets hastighet i vakuum, c: 299 792 458 m/s (exakt, per definition; cirka 1079 miljoner km/h). Detta är högsta möjliga fart med vilken energi eller information kan färdas, enligt speciella relativitetsteorin. Materia kan inte nå ljusets hastighet, eftersom detta skulle kräva en oändlig mängd energi.